# La trilogia di Paperin Sigfrido e l'oro del Reno
La Trilogia di Paperin Sigfrido e l'oro del Reno è una parodia a fumetti de I Nibelunghi, romanzo anonimo scritto tra il XII e il XIII secolo d.C.. La storia, sceneggiata da Osvaldo Pavese e disegnata da Guido Scala, venne pubblicata dalla Disney in tre puntate su Topolino, nel 1989 (da cui il nome "Trilogia"), intitolate rispettivamente Paper Wotan e la sfida dei Bassolunghi, Paperin Sigfrido e il filtro di Crimelia e Paper Wotan e la pesca del crepuscolo.
Quando la parodia è stata ripubblicata nel 2006 ne I Classici della Letteratura Disney, la storia è stata rinominata Paperin Sigfrido e l'oro del Reno.

## Trama
Il drago Lingualunga ha rubato il denaro di Paperwotan, viene dunque incaricato Paperin Sigrifido di recuperare l'oro.
Con l'astuzia, il papero vince contro il drago, ma la strega Crimelia lo fa innamorare di una Valchiria, Brunilde, e così Crimelia prende tutto l'oro di Paperwotan e, fondendolo, ottiene un anello che trasforma tutto in oro.
Paperin Sigfrido riporta l'anello a Paperwotan e torna in sé, re-innamorandosi di Gutrina Paperina.
Alla fine, un luccio ingoia l'anello, così Crimelia e Paperwotan se ne stanno a pescare in attesa di ritornare ricchi.